# Shigal wa Sheltan
Shigal wa Sheltan (persiska: شیگل و شلتن), Shigal och Sheltan, är ett distrikt i Afghanistan. Det ligger i provinsen Kunar, i den östra delen av landet.
Beroende på källa, betraktas det ibland som ett sammanhållet distrikt, Shigal wa Sheltan, ibland som två separata distrikt, Shigal respektive Sheltan. NSIA (National Statistics and Information Authority) redovisar Shigal som ett ordinarie distrikt, med uppskattningsvis 14 000 invånare år 2022, och Sheltan som ett provisoriskt distrikt, med uppskattningsvis 20 000 invånare samma år.